# Dream On (Хор)
«Dream On» (рус. Мечтай) — девятнадцатый эпизод первого сезона американского музыкального телесериала «Хор», показанный телеканалом Fox 18 мая 2010 года. Режиссёром эпизода стал Джосс Уидон, а сценаристом — Брэд Фэлчак. В серии появляется Брайан Райан — бывшая звезда хорового клуба и враг Уилла Шустера, который грозит урезать бюджет нынешнему хору. Рейчел пытается найти свою биологическую мать, а Арти пытается найти возможность снова начать ходить. Название серии является отсылкой к песне «Dream on» группы Aerosmith, кавер-версия которой прозвучала в сериале. Роль Брайана Райана исполнил Нил Патрик Харрис, удостоенный за своё появление в серии премии «Эмми» в номинации «Лучший приглашенный актер в комедийном сериале». Помимо Aerosmith, в эпизоде прозвучало ещё шесть песен, четыре из которых были выпущены в качестве синглов, а три — включены в альбом Glee: The Music, Volume 3 Showstoppers.

## Сюжет
Бывший хорист школы времён МакКинли Брайан Райан (Нил Патрик Харрис) возвращается в школу в качестве аудитора из попечительского совета. Он просит студентов написать на бумаге своё желание, но позже выбрасывает их все в мусор, показывая, что участие в хоре ничего им не даст и их мечты не сбудутся. В отместку за то, что его собственные мечты о карьере на Бродвее не сбылись, Райан решает урезать финансирование хора. Уилл Шустер (Мэтью Моррисон), который конфликтовал с Райаном в школе, пытается убедить его, что не всё ещё потеряно, и исполняет вместе с ним в баре песню «Piano Man». Оба решают пройти прослушивание на главную роль Жана Вальжана в грядущей местной постановке мюзикла «Отверженные» и дуэтом исполняют партию «Dream On». Райан доволен результатом и решает не лишать хор бюджета, а даёт им костюмы, помогает с нотами, но, когда Сью Сильвестр (Джейн Линч) говорит, что главную роль получил Шустер, а не Райан, забирает всё назад и снова решает и дальше пытаться закрыть хор, если только Шустер не откажется от роли Вальжана. Шустер выбирает руководство хором вместо сольной карьеры и отказывается от роли.
Рейчел (Лиа Мишель) рассказывает Джесси (Джонатан Грофф), что её заветная мечта — найти свою биологическую мать. Пока они ищут что-то, что может навести на её личность, в коробках из подвала её отцов, Джесси подкладывает в одну из них кассету, которая подписана как «Послание от матери дочери». Рейчел отказывается слушать запись, говоря, что пока не готова. Чуть позже Джесси встречается с руководителем хора «Вокальный адреналин» Шелби Коркоран (Идина Мензель), и говорит, что сделал всё, как она просила. Выясняется, что Шелби — биологическая мать Рейчел, но контракт с её отцами запрещает ей общаться с дочерью до 18 лет. Она решила подослать Джесси, чтобы тот, строя отношения с Рейчел, в конце концов, навёл её на мысль, кто её настоящая мать. Джесси говорит, что, несмотря на то, что это — просто задание, Рейчел начинает ему нравиться по-настоящему. Вернувшись в дом, он просит её прослушать кассету и практически заставляет сделать это. На записи Шелби поёт песню «I Dreamed a Dream».
Несмотря на то, что Райан выбросил бумаги с желаниями учеников, Тина (Дженна Ашковиц) достаёт их и узнаёт, что мечта Арти (Кевин Макхейл) — уметь танцевать. Тина пытается помочь Арти встать с инвалидного кресла при помощи костылей, но, когда ничего не выходит, она предлагает ему изучить бумаги о нескольких перспективных исследованиях по восстановлению спинного мозга, уверяя, что может случиться прорыв в медицине, который поможет ему научиться ходить. В торговом центре Арти фантазирует, как встал с инвалидного кресла и исполнил песню «The Safety Dance», танцуя вместе с остальными участниками хора и группой людей. Он спрашивает Эмму Пилсберри (Джейма Мейс) о новых исследованиях, но Эмма деликатно объясняет ему, что это — долгий процесс, а повреждения его позвоночника серьёзны. Арти расстраивается, и, когда Тина просит его подготовить с ней номер, он отказывается, предлагая ей выбрать другого партнёра, который смог бы танцевать. Она выбирает Майка Чанга (Гарри Шам-мл.), а Арти поёт соло в песне «Dream a Little Dream of Me».

## Реакция
В США эпизод посмотрели 11,59 млн телезрителей. В Великобритании сериал вновь удержал статус самого рейтингового шоу в цифровой сети страны; его посмотрели 1,54 млн человек. В Канаде сериал занял 10 строчку в списке самых рейтинговых телепрограмм недели с 1,86 млн просмотров. В Австралии эпизод посмотрели 1,30 млн зрителей, что позволило ему занять 11 место в недельном рейтинге.
Отзывы критиков о серии оказались в целом положительными. Моррин Райан из Chicago Tribune, Бобби Хакинсон из Houston Chronicle, Геррик Кеннеди из Los Angeles Times и Тодд ВанДерВерфф из The A.V. Club посчитали «Dream On» одним из лучших эпизодов первого сезона . Али Семигран из MTV, Тим Стэк из Entertainment Weekly и Реймонд Фландерс из The Wall Street Journal отдали должное музыкальным номерам серии, назвав подборку одной из самых удачных за сериал, а также отметили факт демонстрации вокальных способностей Нила Патрика Харриса положительным для шоу. Однако Блер Болдуин, обозреватель сайта Zap2it, нашла все музыкальные номера «противоречивыми», кроме исполненных Нилом Патриком Харрисом.